# 백러시아

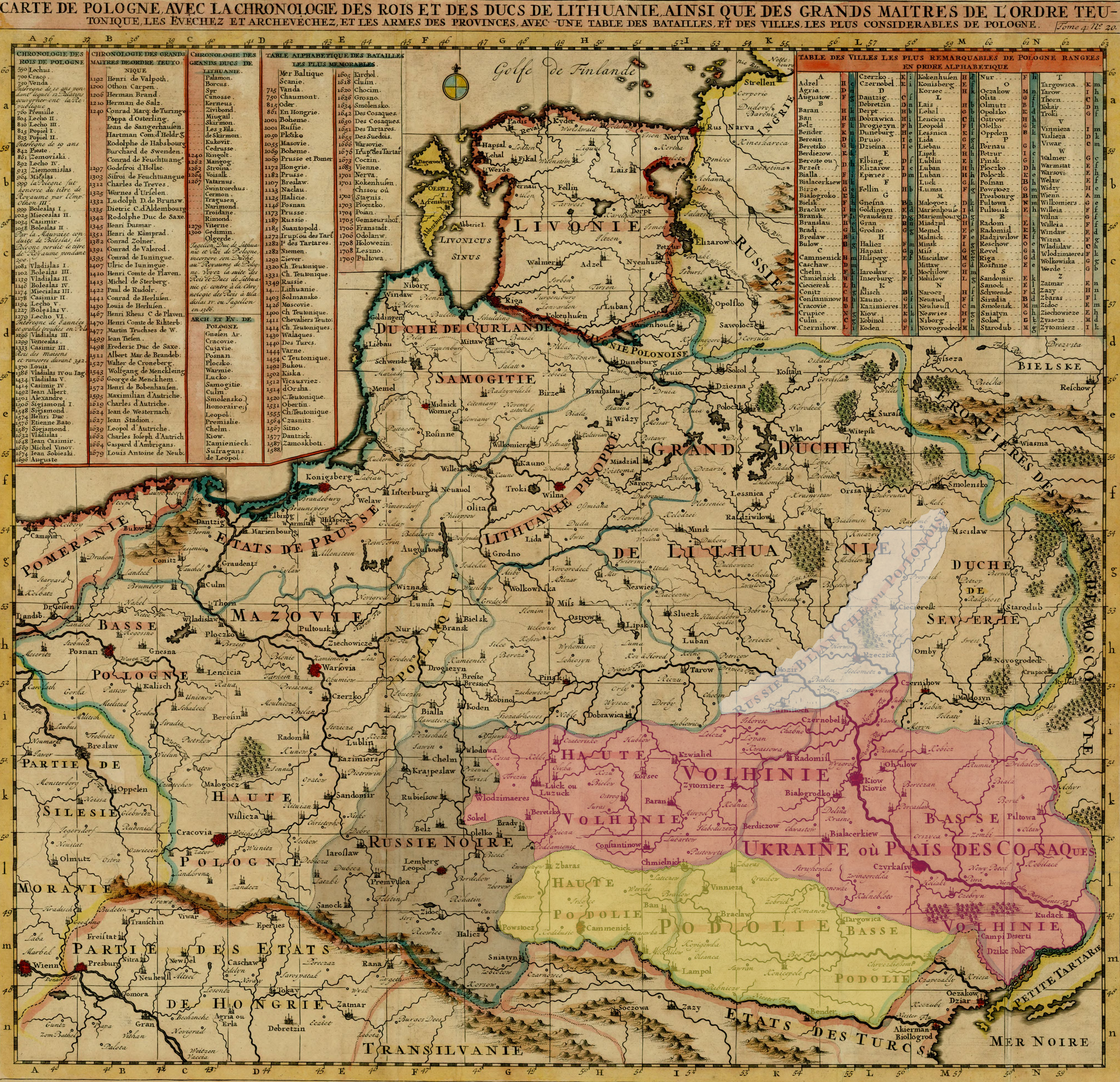
흰색으로 칠해진 부분이 백러시아.

백러시아(라틴어: Ruthenia Alba 루테니아 알바[*]; Russia Alba 루시아 알바[*], 교회 슬라브어: Бѣла Роусь, 벨라루스어: Белая Русь 벨라야 루스, 폴란드어: Ruś Biała 루시 비아와[*], 러시아어: Белая Русь 벨라야 루시[*], 우크라이나어: Біла Русь 빌라 루스[*], 독일어: Weißrussland, 프랑스어: Russie Blanche, 영어: White Russia, 문화어: 백로씨야)는 폴라츠크, 비쳅스크, 마힐료우 일대를 가리키는 고문체 표현이다. 대략 오늘날의 벨라루스 동부 지역에 해당하며, 벨라루스의 국명 자체가 백러시아라는 말에서 비롯되었다.
16세기 사람 알렉산데르 과그닌의 책 Sarmatiae Europeae descriptio에서는 루스인의 지역을 세 부분으로 나누었다. 첫 번째는 모스크바 대공국이 지배하는 백러시아, 두 번째는 폴란드 왕국이 지배하는 흑러시아, 그리고 나머지 지역을 적러시아라고 했다. 또한 과그닌은 백러시아의 중심지가 모스크바이며, 모스크바 대공은 신민들에게 백왕(White Czar)이라고 불린다고 했다.
16세기 말엽 이후에야 오늘날의 벨라루스를 백러시아라고 부르게 되었는데, 어쩌다 그렇게 된 것인지 곡절은 불명확하다.
막스 파스메르의 러시아어 사전에서는 타타르인의 지배에 떨어지지 않은 지역을 "희다"고 불렀다는 설, 또는 이 일대 주민들의 복식이 흰 옷을 입었기 때문이라는 설을 소개하고 있다. 올레그 트루바치요프는 두 가설 모두 “완전 판타지”라고 평가절하했다.
한편 알프레드 니콜라 랑보는 백러시아는 13-14세기에 리투아니아 대공국이 정복한 지역에 붙은 이름으로서, 고대에는 크리비치・드레고비치・드레블리아니・둘레비 등의 부족연맹들이 있던 땅이고, 현재(1898년 당시)는 러시아 제국의 비텝스크현・모길료프현・민스크현에 해당하는 지역이라고 했다.

## 같이 보기
- 대러시아
- 소러시아
- 흑러시아
- 적러시아